# Colour Haze
Colour Haze is een Duitse psychedelische rock- en stonerrock-band.
De band werd circa augustus 1994 door Stefan Koglek, Tim Höfer en Christian Wiesner in München opgericht. Colour Haze hoort daarmee tot de oudste en bekendste Duitse stonerrock-bands. De huidige bezetting bestaat uit de leden van oudsher Stefan Koglek (zang, gitaar) en Manfred Merwald (drums) met sinds 2019 Jan Faszbender (toetsen) en sinds 2020 Mario Oberpucher (basgitaar).
In het begin werd de band sterk beïnvloed door Black Sabbath, maar vanaf 1999 kwam met het album Periscope meer de nadruk op baslijnen te liggen, vergelijkbaar met Kyuss, met jazz-elementen en veel jams. De muziek werd ook complexer en melodieuzer. De zang van Koglek speelt hierin een belangrijke rol.

## Bandleden
- Stefan Koglek  - gitaar, zang
- Mario Oberpucher - basgitaar
- Manfred Merwald  - drums
- Jan Faszbender  - toetsen

## Discografie

### Albums
- 1995: Chopping Machine
- 1998: Seven
- 1999: Periscope
- 2000: CO2
- 2001: Ewige Blumenkraft
- 2003: Los Sounds de Krauts
- 2004: Colour Haze
- 2006: Tempel
- 2008: All
- 2012: She Said
- 2014: To the Highest Gods We Know
- 2017: In Her Garden
- 2019: We Are
- 2022: Sacred

### Live-albums
- 2009: Burg Herzberg Festival 18. Juli 2008
- 2016: Live Vol.1 - Europa Tour 2015
- 2019: Live Vol.2 - Live At Duna Jam 2007
- 2020: Live Vol.3 - 2020

### Ep's
- 2001 Colour Haze/Color Cacas Swamp Room Single Club Split 7 inch
- 2004 Colour Haze/Gas Giant Split 7 inch
- 2004 Colour Haze/Hypnos 69 Split 10 inch